# Neunkirchen (Niederösterreich)
Neunkirchen (ⓘ) ist eine Stadtgemeinde im Bezirk Neunkirchen mit 12.940 Einwohnern (Stand 1. Jänner 2025) und Verwaltungssitz des Bezirkes Neunkirchen.

## Geografie
Die Stadt liegt im Südosten Niederösterreichs im Steinfeld im Industrieviertel. Die Stadt wird von der Schwarza durchflossen.

### Stadtgliederung
Das Gemeindegebiet umfasst drei Katastralgemeinden bzw. gleichnamige Ortschaften (Fläche Stand 31. Dezember 2023; Einwohner Stand 1. Jänner 2025):
- Mollram (822,59 ha; 693 Ew.)
- Neunkirchen (597,03 ha; 11.518 Ew.)
Stadtteile: Innere Stadt, Tal, Steinplatte, Mühlfeld, Au, Steinfeld, Lerchenfeld, Blätterstraßensiedlung
- Peisching (611,91 ha; 729 Ew.)

### Eingemeindungen
- Im Jahre 1960 wurde die Blätterstraßensiedlung (Stadtteil nördlich der Südbahn) eingemeindet.
- Die Gemeinden Mollram und Peisching kamen bereits vor der großen NÖ. Kommunalstrukturverbesserung, die im Jahr 1971 stattfand, im Jahr 1969 zu Neunkirchen.

### Nachbargemeinden
| Würflach |                                             | St. Egyden am Steinfeld |
| Ternitz  | Kompassrose, die auf Nachbargemeinden zeigt | Breitenau               |
|          | Wartmannstetten                             | Natschbach-Loipersbach  |

## Geschichte
Neunkirchen ist eine der ältesten Ansiedlungen des Wiener Beckens. Bereits in der Stein- und Bronzezeit durchstreiften Menschen das heutige Siedlungsgebiet, wie einzelne Funde belegen. Dauerhaft war die heutige Stadt seit der Latènezeit (150–15 v. Chr.) besiedelt, wie ein keltisches Gräberfeld aus mittlerer und später Latènezeit zeigt.
Zwischen 1913 und 1928 (und auch 1964) wurde dieses Gräberfeld im Bereich der Josef-Berr-Gasse mit sechs Körper- und sieben Brandbestattungen freigelegt. Einige der Grabstellen hatten Steinpackungen, auch gab es nicht zuzuordnende Einzelfunde. Im Grab 1 fand man bronzene Hohlbuckelringe und zwei Latène-Fibeln, im Grab 2 eine Schwertkette, eine Lanzenspitze, einen Schildbuckel sowie ein Schwert mit Scheibengriffangel und Scheide. Im Grab 10 wurde ein Gefäß gefunden, das einen Stempelabdruck trägt, wie er auch in den Gräberfeldern Mannersdorf, Pottenbrunn und Sopron-Krautacker festgestellt werden konnte. Das Grab 14 enthielt einen Bärenzahn, eine Kaurischnecke und aufwendig verzierte Glasperlenaugen, Grab 15 eine mittellatènezeitliche Schwertscheide, Grab 17 wies eine kreisrunde Steinsetzung mit doppelter Überdeckung auf.
Von etwa 30 bis 400 n. Chr. bestand im Bereich der Innenstadt eine große römische Siedlung, die sich aufgrund ihrer Lage an der „Blätterstraße“, einem wichtigen römischen Verbindungsweg zwischen dem Donauraum und den Alpenländern, zu einem wirtschaftlichen Knotenpunkt entwickelte. Es ist nicht bekannt, wie das „römische Neunkirchen“ hieß.
Bereits seit dem frühen Mittelalter (ab dem 9. Jahrhundert) entstand erneut eine bedeutende Siedlung mit einer großen Pfarrkirche, die ihre erste urkundliche Erwähnung 1094 fand. Dieser Kirche verdankt der Ort auch seinen Namen: Aus der Bezeichnung „bei der niuwen kirchen“ wurde „Neuenkirchen“ und dann „Neunkirchen“. Der Ortsname leitet also nicht von der Zahl 9 ab, sondern von neu.
Bevor Wiener Neustadt errichtet wurde, war Neunkirchen der Verkehrsknoten der Region mit Markt- und Münzrecht, welche abgetreten werden mussten.
Im Zuge eines Krieges gegen die Türken, welche in die Steiermark und in Kärnten eingefallen waren, wurde zur Finanzierung des Krieges die jüdische Gemeinde enteignet. Die Juden mussten im Jahre 1496 Neunkirchen verlassen. Im Jahre 1998 wurde am Mühlplatz 2 ein Mauerrest der mittelalterlichen Synagoge gefunden.
Graf Hoyos, der hier im Bezirk seine Besitzungen hatte, gründete 1631 das Minoritenkloster Neunkirchen. Dieses bildete in den folgenden Jahrzehnten das Zentrum der Verteidigung und einen Zufluchtsort für die Bevölkerung gegen Einfälle der Osmanen. Dennoch wurde der Ort 1683 erobert und zerstört. Das Kloster und die Kirche blieben im Jahr 1752 bei einem Brand, der fast den gesamten Ort zerstörte, erhalten. Die Cholera- und Pestepidemien des 18. Jahrhunderts zogen Neunkirchen arg in Mitleidenschaft, woran eine Dreifaltigkeitssäule am Hauptplatz erinnert.
Im 19. Jahrhundert erlebte Neunkirchen und das Schwarzatal eine starke Industrialisierung. Angetrieben von der Textilindustrie kamen allmählich auch andere Industriezweige hinzu. Zu den bedeutendsten Betrieben zählten die
- k.k. priv. Neunkirchner Druckfabriks-Aktien-Gesellschaft
- die k.k. priv. Neunkirchner Spinn-Fabrik Friedrich Eltz Erben
- die k.k. priv. Schrauben und Metallwarenfabrik, Brevellier & Co (1823 gegründet, 1900 fusioniert zu Brevellier & Urban), größter Konzern der Österreichisch-Ungarischen Monarchie. Mit dem Ersten Weltkrieg stieg die Mitarbeiterzahl von 4000 auf den Höchststand von 5000, Insolvenz 1983, großteils Abriss 1998. Herstellerbezeichnung auf (Sechskant-)Schrauben: BUNDU. Erhalten blieb der Firmenname Brevellier & Urban mit der 1863 gegründeten Bleistiftproduktion, bis heute (Markenname Jolly, Farb- und Bleistifte) in Graz – das Gelände wird heute noch „NSW“ (Neunkirchner Schraubenwerk) genannt.
- Johann Sochor’s Söhne, Kunstschlosserei und Kettenfabrik
- die Vereinigte Papier- und Ultramarinfabriken Jacob Kraus, Joh. Setzer und N. Schneider jun. AG
- die Papierspulenfabrik M. Pam & Co.[5][6]

Ein Kirchenbrand der Stadtpfarrkirche Neunkirchen am 1. Juli 1907 richtete schwere Schäden an, die Kirche wurde in den Jahren 1908/1909 wieder hergestellt.
Am 17. August 1920 wurde Neunkirchen zur Stadt erhoben.
Neunkirchen beherbergte wiederum eine jüdische Gemeinde, die im Zuge der Machtübernahme der Nationalsozialisten 1940 aufgelöst wurde. Von den rund 350 Mitgliedern der IKG-Neunkirchen wurden zwei Drittel vertrieben und ein Drittel in den Konzentrations- oder Vernichtungslagern des NS-Regimes ermordet. Die Synagoge Neunkirchen wurde 1944–1945 als Lager für ungarisch-jüdische Zwangsarbeiter verwendet. 1984 wurde sie abgerissen.

### Bevölkerungsentwicklung
| Neunkirchen: Einwohnerzahlen von 1869 bis 2025      | Neunkirchen: Einwohnerzahlen von 1869 bis 2025 | Neunkirchen: Einwohnerzahlen von 1869 bis 2025 | Neunkirchen: Einwohnerzahlen von 1869 bis 2025 | Neunkirchen: Einwohnerzahlen von 1869 bis 2025 |
| --------------------------------------------------- | ---------------------------------------------- | ---------------------------------------------- | ---------------------------------------------- | ---------------------------------------------- |
| Jahr                                                |                                                |                                                |                                                | Einwohner                                      |
| 1869                                                | 1869                                           |                                                | 6.540                                          | 6.540                                          |
| 1880                                                | 1880                                           |                                                | 7.677                                          | 7.677                                          |
| 1890                                                | 1890                                           |                                                | 9.658                                          | 9.658                                          |
| 1900                                                | 1900                                           |                                                | 11.797                                         | 11.797                                         |
| 1910                                                | 1910                                           |                                                | 12.920                                         | 12.920                                         |
| 1923                                                | 1923                                           |                                                | 12.563                                         | 12.563                                         |
| 1934                                                | 1934                                           |                                                | 11.894                                         | 11.894                                         |
| 1939                                                | 1939                                           |                                                | 11.615                                         | 11.615                                         |
| 1951                                                | 1951                                           |                                                | 10.924                                         | 10.924                                         |
| 1961                                                | 1961                                           |                                                | 10.875                                         | 10.875                                         |
| 1971                                                | 1971                                           |                                                | 11.005                                         | 11.005                                         |
| 1981                                                | 1981                                           |                                                | 10.784                                         | 10.784                                         |
| 1991                                                | 1991                                           |                                                | 10.216                                         | 10.216                                         |
| 2001                                                | 2001                                           |                                                | 11.028                                         | 11.028                                         |
| 2011                                                | 2011                                           |                                                | 12.249                                         | 12.249                                         |
| 2021                                                | 2021                                           |                                                | 12.532                                         | 12.532                                         |
| 2025                                                | 2025                                           |                                                | 12.940                                         | 12.940                                         |
| Quelle(n): Statistik Austria, Gebietsstand 1.1.2021 |                                                |                                                |                                                |                                                |

Nach starkem Wachstum der Bevölkerung im letzten Drittel des 19. Jahrhunderts und im ersten Jahrzehnt des 20. Jahrhunderts erreichte Neunkirchen bei der Volkszählung von 1910 mit 12.920 die höchste Einwohnerzahl. Ab diesem Zeitpunkt nahm die Bevölkerung kontinuierlich ab. Besonders deutlich war dieser Trend in den Jahren des Zweiten Weltkrieges (von 1939 bis 1953 −5,9 %), setzte sich aber auch (in geringerer Stärke) in der Nachkriegszeit fort. Nur zwischen 1961 und 1971 war ein geringes Wachstum von 1,2 % zu verzeichnen. 1991 erreichte die Bevölkerungszahl mit 10.216 den niedrigsten Stand seit 1900. Seither ist jedoch bis 2001 ein Bevölkerungszuwachs von 7,9 % zu verzeichnen, der auf die positive Wanderungsbilanz (+9,8 %) zurückzuführen ist; die Geburtenbilanz ist weiterhin negativ (−1,9 %).

### Religionen
Nach den Daten der Volkszählung 2001 waren 60,7 % der Einwohner römisch-katholisch, 5,5 % evangelisch, 13,1 % Muslime, 0,6 % gehörten orthodoxen Kirchen an, 17,1 % der Bevölkerung hatten kein religiöses Bekenntnis.

## Kultur und Sehenswürdigkeiten

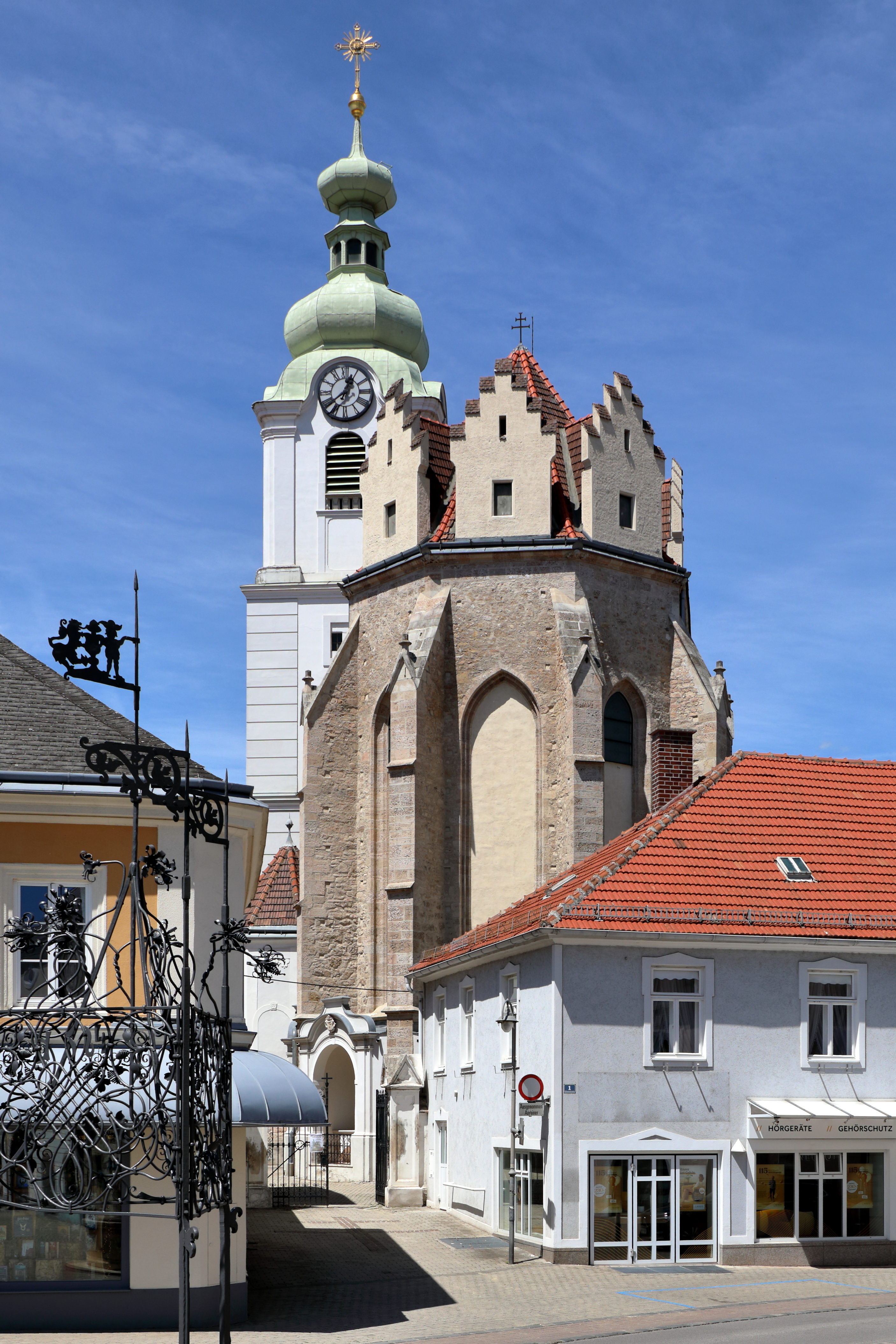
Stadtpfarrkirche Neunkirchen

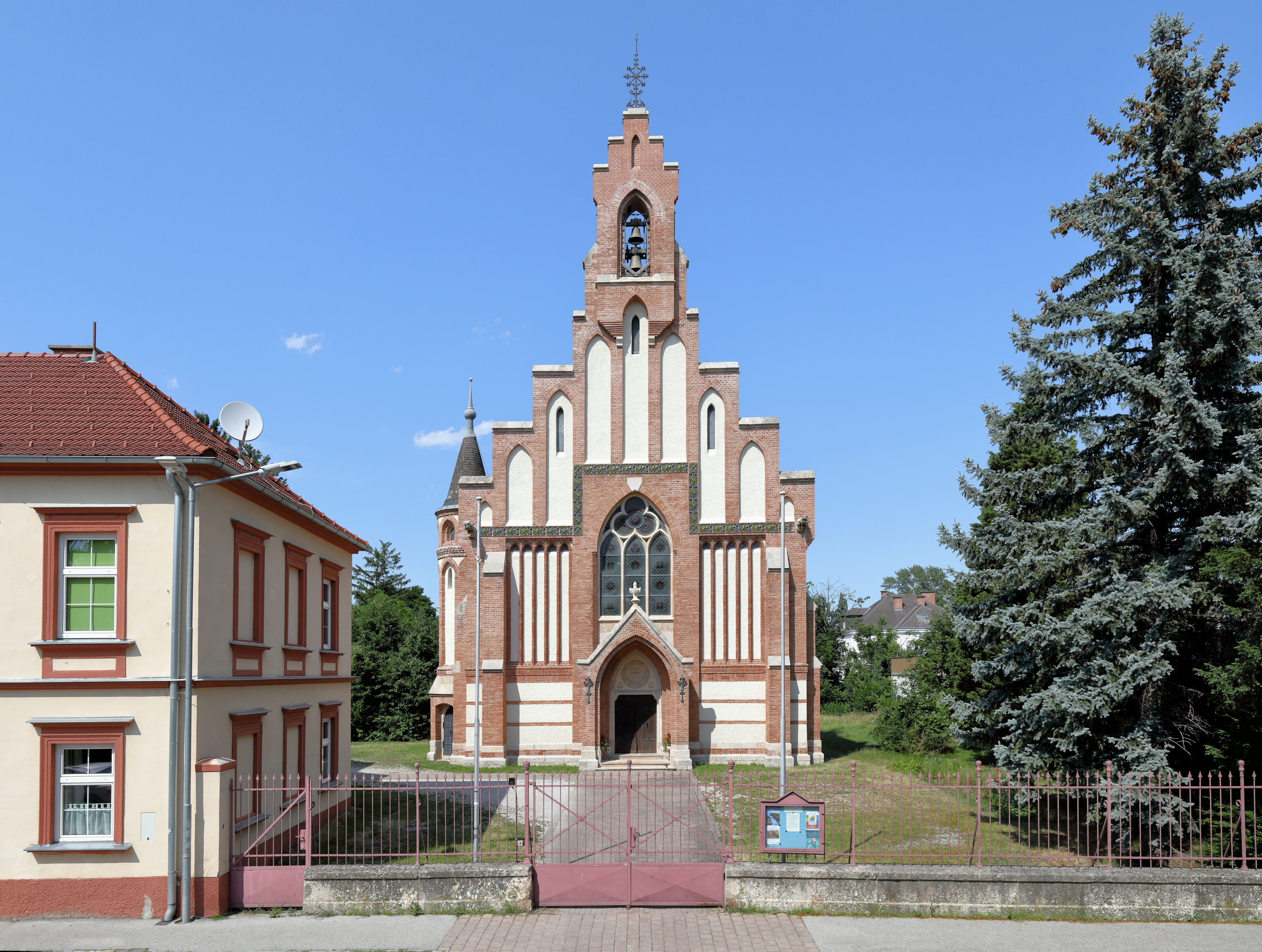
Evangelische Pfarrkirche Neunkirchen

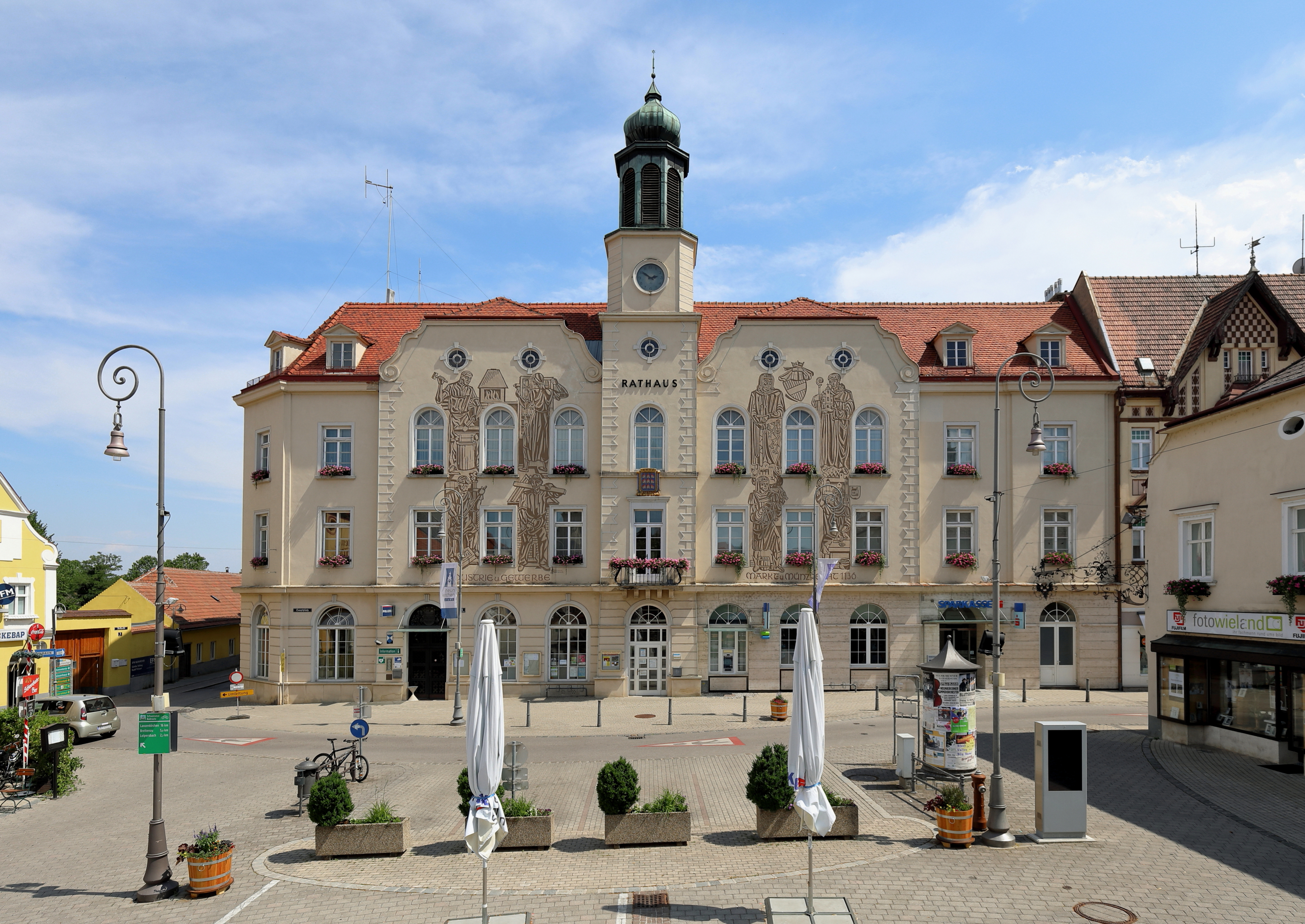
Rathaus Neunkirchen

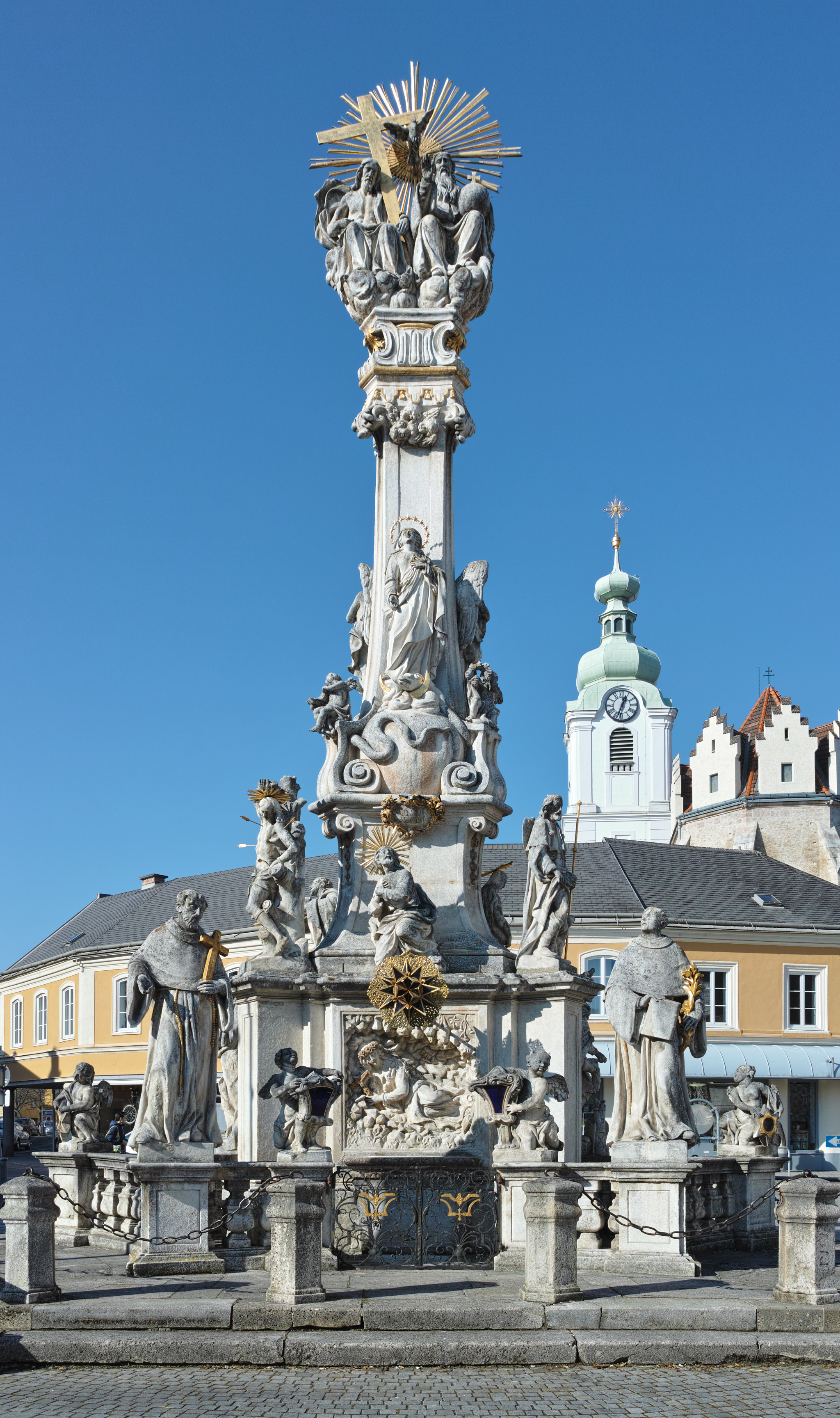
Dreifaltigkeitssäule

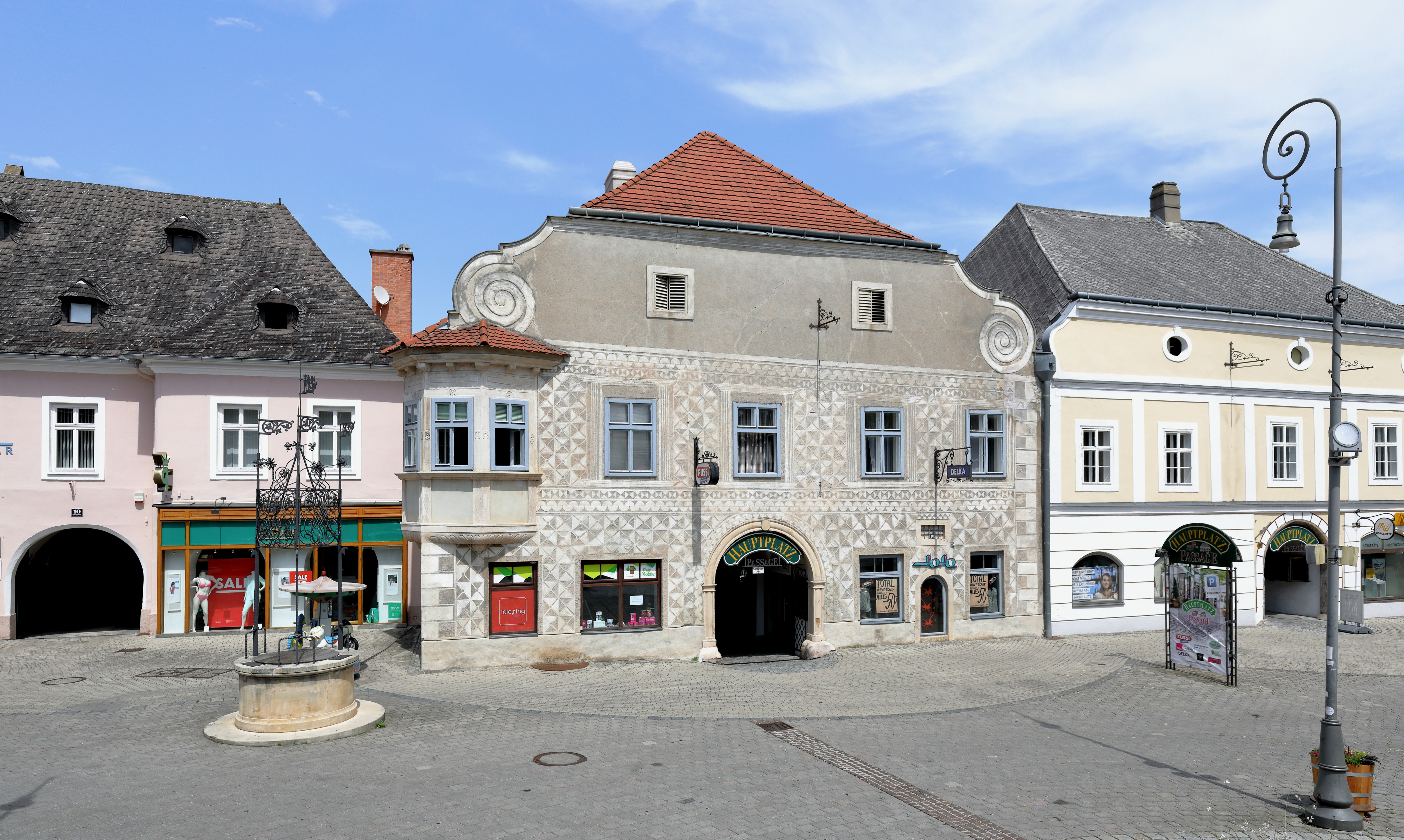
Nordwestbereich des Hauptplatzes

### Bauwerke
- Katholische Stadtpfarrkirche Neunkirchen Mariä Himmelfahrt: Erste urkundliche Erwähnung 1094. Anstelle älterer, offensichtlich sehr groß dimensionierter Kirchenbauten (vom spätromanischen Bau des 13. Jahrhunderts hat sich die zwischen Chor und Schiff gelegene Halle erhalten) wurde im 14. Jahrhundert ein frühgotisches, dreischiffiges Landhaus (Basilika) errichtet. Der hohe gotische Chor mit Netzrippengewölbe, fünf hängenden Schlusssteinen sowie figuralen Konsolen stammt aus der ersten Hälfte des 15. Jahrhunderts. Vermutlich im 16. Jahrhundert wurde die Pfarrkirche befestigt (Tabor) und bildete so während der Zeit der Türkenkriege für die Bürger eine sichere Zuflucht. Seit 1548 hatten die Freiherren und späteren Grafen Hoyos die Vogtei über die Pfarrkirche. Die bemerkenswerte Rokokoeinrichtung der Kirche geht auf die Familie Hoyos zurück. 1630/31 stiftete Hans Balthasar von Hoyos in Neunkirchen ein Minoritenkloster. Seit dieser Zeit ist die Pfarrkirche zugleich auch Klosterkirche. Nach dem Kirchenbrand im Jahre 1907 wurden romantisierende bauliche Veränderungen an der Außenseite des Chors sowie am Kirchturm vorgenommen. Das stattliche Geläute besteht aus vier Glocken der Gießerei Pfundner aus dem Jahr 1951, in der Turmlaterne hängt außerdem noch eine kleine Glocke aus dem Jahr 1907.
- Evangelische Pfarrkirche Neunkirchen: Einem kaiserlichen Gnadenakt zufolge war den Neunkirchner Protestanten bereits seit 1826 erlaubt, Gottesdienste in einem dafür adaptierten Fabrikssaal zu halten. 1862/63 entstand in der Stockhammergasse ein imposanter Kirchenneubau; er zählt zu den ältesten Zweckbauten für evangelische Kirchen in ganz Österreich. Den Entwurf lieferte der Wiener Architekt Hans Petschnig, der sich dabei von den Backsteinkirchen Norddeutschlands inspirieren ließ. Im Jahr 2008 erhielt die Kirche zwei neue Glocken aus der Gießerei Grassmayr. Die kleinere Glocke des alten Geläutes aus dem Jahr 1862 befindet sich seither im Stadtmuseum. Im Jahr 2014 wurde eine Außenrenovierung mit einem Aufwand von 550.000 Euro durchgeführt.[9][10][11]

- Rathaus: Im Jahre 1889 musste das kleine barocke Rathaus einem mächtigen, im Stile des Historismus errichteten zweistöckigen Neubau weichen. Kurz vor Ende des Zweiten Weltkrieges zerstörte ein Großbrand das Gebäude. Anstelle der Brandruine entstand 1948–1950 nach Plänen des Wiener Architekten Leo Kammel das neue Rathaus. Die Sgraffiti an der Rathausfassade sind ein Gemeinschaftswerk der Neunkirchner Künstler Karl Steiner und Fritz Weninger.

- Dreifaltigkeitssäule: Die besonders schöne 14 Meter hohe Säule aus Sandstein, bekrönt von der Allerheiligsten Dreifaltigkeit, wurde 1725 fertiggestellt und geweiht zur Erinnerung an das Pestjahr 1713. Sie ist das Werk von zwei Wiener Neustädter Künstlern: des Malers Michael Hackhofer (Entwurf) sowie des Bildhauers Andreas Schellauf (Ausführung). Um zumindest einen Teil der Restaurierung der Dreifaltigkeitssäule in den Jahren 1983/84 finanzieren zu können, wurde vom „Verein zur Förderung von Wirtschaft und Kultur in Neunkirchen und Umgebung“ eine Gedenkmünze gestaltet, geprägt und aufgelegt. Diese Münze ist aus massiver Bronze, 46 g schwer, beidseitig reliefgeprägt und in Altsilber abgetönt. Bei einer Stärke von 3 mm und einem Durchmesser von 50 mm ist auf der Vorderseite die Dreifaltigkeitssäule abgebildet und auf der Rückseite u. a. eine polierte Fläche für eine Gravur freigehalten. Die Münze war zu einem Kostenbeitrag in Höhe von 200 Schilling (etwa 14,50 Euro) zu erwerben. Aufgrund des schlechten Zustands des Bauwerks wurde 2018 eine neuerliche Sanierung in die Wege geleitet. Aus diesem Anlass wurde auch ein 0-Euro-Souvenirschein als Bausteinaktion aufgelegt.

- Hauptplatz und Holzplatz mit Bürgerhäusern aus dem 17./18. Jahrhundert

### Denkmäler
- 1991 wurde beim Geburtshaus des Philosophen Franz Fischer an der Triester Straße 58 ein Gedenkstein, der „Meilenstein Nr. 1“, gesetzt. Dieser wurde vom Bildhauer Johannes Seidl gestaltet.[12]

### Museen
- Städtisches Museum Neunkirchen
- Motorradmuseum

### Feste und Veranstaltungen
Es gibt im Jahreskreis eine Vielzahl unterschiedlichster Veranstaltungen (Faschingsumzug, Christkindlmarkt, Themenmärkte, Stadtfest, Wrestling, MOTRO).

### Parks
- Stadtpark: Dieser wurde 1903 als Volkspark eröffnet. Er enthält eine große Vielfalt einheimischer und fremdländischer Pflanzen und lädt zum Erholen und Entspannen ein. Am 4. Mai 2013 wurde die Kneipp-Anlage eröffnet. Am 7. September 2013 erfolgte die Eröffnung des Energie-Labyrinths. In der Mitte des 17 m großen Labyrinths befindet sich eine starke Kraftquelle.
- „Schafferhofergarten“: Grünanlage und Verkehrserziehungsplatz, Kinderspielplatz, Skatepark, große Wiese für diverse Aktivitäten, Cafe-Restaurant, Tennisplatz
- „Spitalspark“: zwischen Krankenhaus und Schwarza

### Friedhöfe
- Stadtfriedhof Neunkirchen: am östlichen Stadtausgang (Peischinger Straße)
- Landgemeindenfriedhof (Mühlfeldstraße)
- Jüdischer Friedhof Neunkirchen: in der Nähe des Bahnhofs
- Sowjetischer Friedhof: gegenüber dem Krankenhaus im Spitalspark

### Sonstiges
- Kulturzentrum Am Stiergraben

Musik
- 1. Neunkirchner Musikverein

## Wirtschaft und Infrastruktur

### Einkaufsstadt Neunkirchen
Durch den Niedergang der Industrie in den letzten Jahrzehnten hat sich das Bild Neunkirchens stark gewandelt; im Zuge der Neugestaltung des Hauptplatzes in den 1990er Jahren wurden innerstädtisch neue Einkaufsmöglichkeiten geschaffen, ohne dabei das historische Ambiente zu stören. An der Stadtgrenze zu Ternitz wurde das Handelsgebiet „Am Spitz“ errichtet. Ein innerstädtisches Einkaufszentrum am Areal der ehemaligen Schraubenfabrik wurde 2011 fertiggestellt.
In den letzten Jahren wurde vom Verein „aktive Wirtschaft Neunkirchen“ die „Lange Einkaufsnacht“ ins Leben gerufen. Die mehrmals jährlich stattfindende Veranstaltung präsentiert bei längeren Ladenöffnungszeiten und Unterhaltungsprogramm Produkte und Geschäfte der Stadt.
Die Geschäfte und Einkaufsmöglichkeiten konzentrieren sich einerseits, auch historisch bedingt, in der Innenstadt (um den Hauptplatz und den Holzplatz, Triester Straße, Fabriksgasse, Wienerstraße) und andererseits am Handelsgebiet „Am Spitz“, welches am Stadtrand in Richtung Ternitz in den 1990er Jahren schrittweise mit großflächigen Geschäften bebaut wurde (Supermärkte, Elektrohandel, Baumarkt, diverse Autohändler und Werkstätten, Bürohäuser und andere mehr).
Am Gelände der ehemaligen Brevillier & Urban-Schraubenwerke wurde ein innerstädtisches Einkaufszentrum („Panoramapark“) errichtet.

### Verkehr

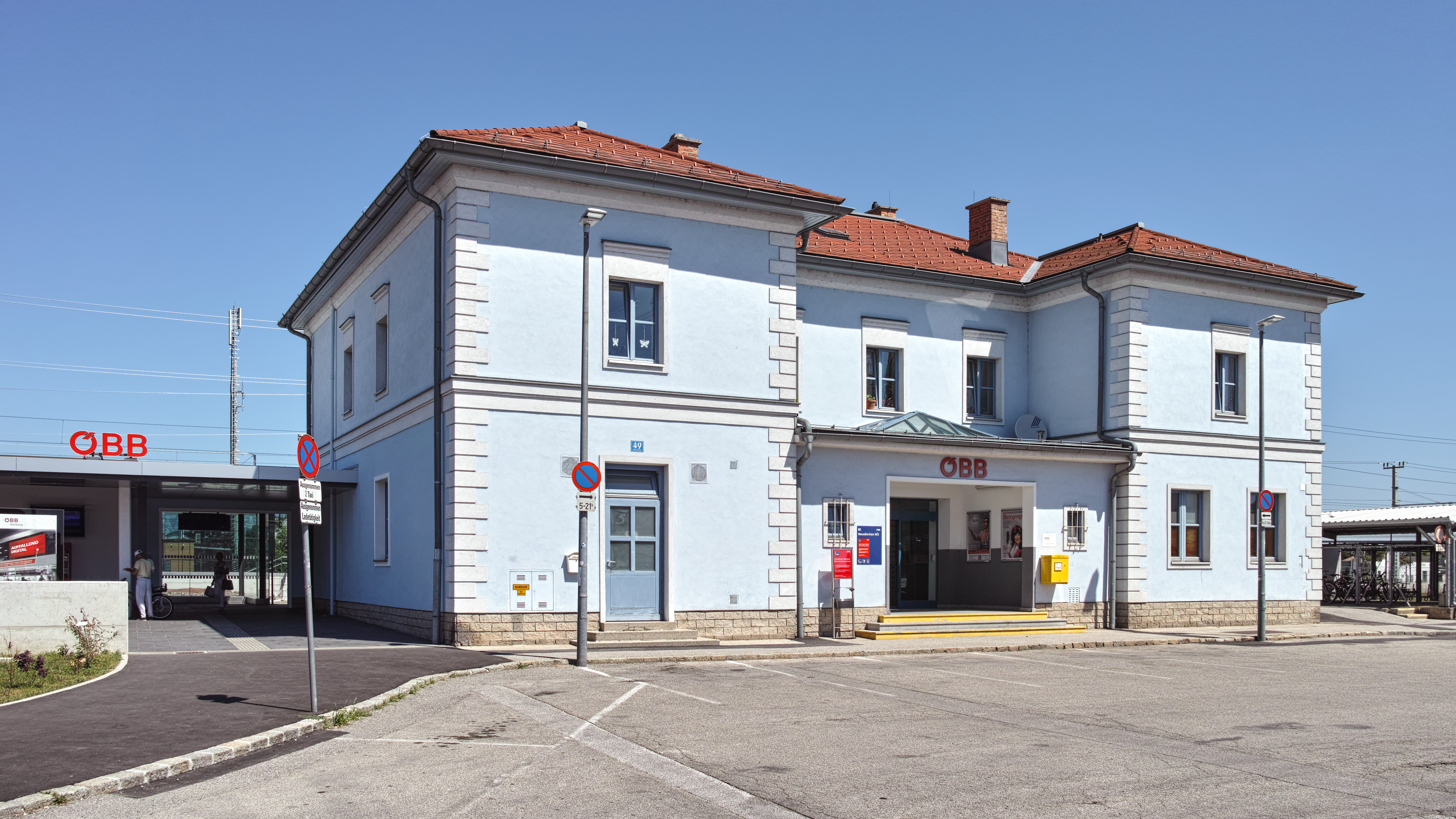
Aufnahmsgebäude des Bahnhofs Neunkirchen NÖ

Die Stadt ist ein wichtiger Verkehrsknotenpunkt im südlichen Niederösterreich. An der alten Handelsstraße von Wien in den Süden (Semmering–Kärnten–Triest, Adria) gelegen, war die Wirtschaft immer durch Verkehr und Handel geprägt.
- Straße: Verkehrsmäßig ist Neunkirchen für den Straßenverkehr durch die S 6 Semmering Schnellstraße (Abfahrt Neunkirchen), durch die A 2 Süd Autobahn (Knoten Wr. Neustadt, Abfahrt Neunkirchen Ost) sowie durch die Wiener Neustädter Straße B 17 sehr gut erschlossen.

Die Blätterstraße L 137, welche von Neunkirchen in nördliche Richtung über Weikersdorf nach Bad Fischau führt, ist seit der Römerzeit nachweisbar.
- Bus: Der Busbahnhof von Neunkirchen befindet sich direkt im Zentrum am Minoritenplatz, von dort fahren alle Buslinien in die Orte des Bezirks ab.
- Bahn: Neunkirchen ist mit dem Bahnhof „Neunkirchen NÖ“ durch die Südbahn auch mit dem Zug einfach zu erreichen. Die Fahrtzeit nach Wien Hauptbahnhof beträgt, je nach Verbindung, circa 60 bis 75 Minuten. Der Bahnhof befindet sich in der Bahnstraße Nr. 49. Es existieren zwei Bahnsteige, am Bahnsteig 3/4 fahren üblicherweise die Züge in Richtung Payerbach-Reichenau ab, am Bahnsteig 1/2 fahren regelmäßig die Züge in Richtung Wiener Neustadt und weiter Richtung Wien Floridsdorf, Retz, Znojmo, Bernhardsthal und Břeclav ab. Im Bahnhofsbereich befinden sich auch eine Bushaltestelle sowie zwei Park+Ride Parkplätze.
- Die Anlagen und Gebäude des Bahnhofes Neunkirchen Lokalbahnhof, Ausgangspunkt der Bahnstrecke Neunkirchen-Willendorf existieren teilweise noch, haben aber keine Verkehrsfunktion mehr.

### Medien
- Niederösterreichische Nachrichten – Lokalausgabe für den Bezirk Neunkirchen
- „Die neue Gemeindestube“ – Mitteilungsblatt der Stadtgemeinde Neunkirchen

Gratiszeitungen
- Der Monat im Bezirk Neunkirchen (eingestellt 2018)
- Bezirksblatt Neunkirchen

### Öffentliche Einrichtungen
Als Verwaltungssitz des Bezirks ist in Neunkirchen die Bezirkshauptmannschaft angesiedelt. Darüber hinaus sind auch andere Behörden und öffentliche Einrichtungen, wie ein Bezirksgericht, die Österreichische Gesundheitskasse, die Arbeiterkammer, die Bezirksbauernkammer und die örtliche Stelle der Wirtschaftskammer etabliert.
- Das Bezirkspolizeikommando Neunkirchen samt angeschlossener Polizeiinspektion hat seinen Sitz ebenfalls in der Stadt. Weiters verfügt Neunkirchen über einen Gemeindewachkörper.
- Die Freiwillige Feuerwehr Neunkirchen-Stadt besteht seit dem Jahre 1867 und zählt somit zu einer der Gründungswehren des Niederösterreichischen Landesfeuerwehrverbandes (NÖ LFV). Neben der Stadtfeuerwehr Neunkirchen bestehen noch die beiden Feuerwehren „Neunkirchen-Mollram“ und „Neunkirchen-Peisching“.

### Gesundheit

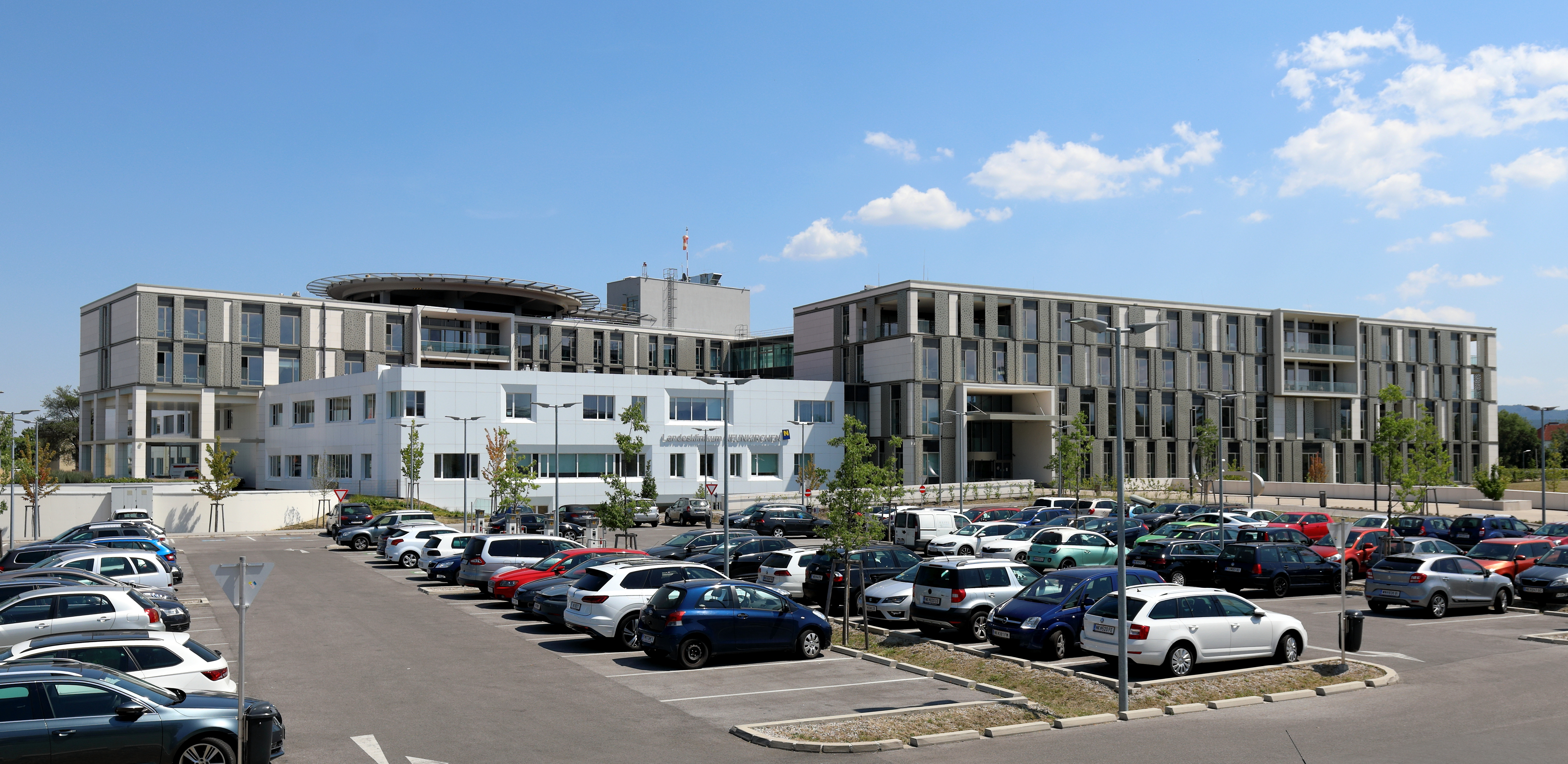
Landesklinikum Neunkirchen

Das Neunkirchner Krankenhaus, Landesklinikum Neunkirchen, befindet sich in der Peischingerstraße 19, nördlich der Schwarza und kann auf eine Geschichte bis 1898 zurückblicken.
Es gibt folgende Abteilungen:
- Chirurgie
- Innere Medizin
- Anästhesiologie und Intensivmedizin
- Gynäkologie und Geburtshilfe
- Orthopädie, Orthopädische Chirurgie und Unfallchirurgie
- Psychiatrie und psychotherapeutische Medizin
- Institut für Medizinische und Chemische Labordiagnostik
- Institut für Physikalische Medizin und Rehabilitation
- Institut für Radiologie

Der Rettungsdienst wird für die Stadt vom Roten Kreuz von der Bezirksstelle in der Stadt durchgeführt.

### Energie
In Peisching existiert ein 1987 stillgelegtes steinkohlegefeuertes Heizkraftwerk aus dem Jahre 1964 mit einem 105 Meter (ehemals 120 m) hohen Schornstein. Das dort stationierte Umspannwerk Hohe Wand (UW HWA) wurde in den Jahren 2008 und 2009 erneuert und ausgebaut.

### Bildung

#### Kindergärten in Neunkirchen
Es bestehen in der Stadt sieben Landeskindergärten sowie ein privater Kindergarten der katholischen Pfarre.

#### Schulen in Neunkirchen
- Volksschule Steinfeld (Dittrichstraße 12), Volksschule Mühlfeld (Mühlfeldstraße), Volksschule Peisching (Am Mühlbach)
- Musikmittelschule/Hauptschule Schoellerstraße
- Medienmittelschule/Hauptschule Augasse
- Bundesgymnasium und Bundesrealgymnasium Neunkirchen (Otto-Glöckelweg 2)
- Bundeshandelsakademie und Bundeshandelsschule Neunkirchen (Schillergasse)
- Gesundheits- und Krankenpflegeschule (Wienerstraße)
- Sonderpädagogisches Zentrum (Dittrichstraße 12)
- Landesberufsschule Neunkirchen (Triester Straße 67)

Von hervorragender historischer Bedeutung ist die Neunkirchener Mühlfeldschule, die 1908 nach Plänen von Georg Kattinger als zweigeschoßiger Vierachsenbau auf einem T-förmigen Grundriss errichtet wurde. Spätere Erweiterungen haben an dem prägenden architektonischen Gesamteindruck des Bauwerks, das durch sein späthistoristisches und secessionistisches Putzdekor hervorsticht, bis heute nichts geändert.

#### Weitere Bildungseinrichtungen
Musikschule Neunkirchen, WIFI, Volkshochschule-Volksbildungsverein Neunkirchen, Kulturzentrum Am Stiergraben (Galerie, Stadtbücherei)

### Sport und Freizeit
- Erholungszentrum: Nahe dem Stadtpark, es wird ein Hallenbad, ein Freibad, Restaurant, Sauna, Solarium, Massage, Tischtennis, eine Minigolfanlage und ein Beachvolleyballplatz angeboten. Das Schwimmbad wurde Herbst 2010 bis Frühling 2011 erneuert.
- Pumptrack: Im Herbst 2016 wurde eine Asphalt-Pumptrackbahn zwischen Boulderhalle und Erholungszentrum errichtet.
- Laufstrecke Föhrenwald: Vor einigen Jahren wurden mit Hilfe der Sparkasse Neunkirchen im Neunkirchner Föhrenwald mehrere Laufstrecken mit verschiedenen Längen (1,3 / 3 / 6 / 8,9 km) eingerichtet.
- Im Bereich der Kinder- und Jugendbewegung ist die Pfadfindergruppe Neunkirchen zu nennen, die seit 1928 besteht.
- Kletterzentrum: An der Wienerstraße, NSW-Gebäude (ehem. Neunkirchner Schrauben-Werk), befindet sich eine kleine Kletterhalle zum „Boulderclimbing“. 2013 wurde eine zweite Boulderhalle neben dem Erholungszentrum errichtet.
- Schafferhofergarten: Bewegungspark, Verkehrserziehungsplatz, Kinderspielplatz, Skatepark, große Wiese für diverse Aktivitäten, Cafe-Restaurant, Tennisplatz

## Politik

### Gemeinderat
Der Gemeinderat hat 37 Mitglieder. Nach den Gemeinderatswahlen in Niederösterreich hatte der Gemeinderat folgende Verteilungen:
- 1990: 20 SPÖ, 9 ÖVP, 5 Grüne, 2 FPÖ und 1 Sonstige
- 1995: 19 SPÖ, 7 ÖVP, 5 Grüne, 4 FPÖ und 2 LIF[14]
- 2000: 20 SPÖ, 7 ÖVP, 6 Grüne und 4 FPÖ[15]
- 2005: 20 SPÖ, 9 ÖVP, 6 Grüne, 1 FPÖ und 1 Bürgerliste Neunkirchen[16]
- 2010: 15 SPÖ, 12 ÖVP, 6 Grüne, 3 FPÖ und 1 Die Blauen Dietmar Gerhartl[17]
- 2015: 15 ÖVP, 14 SPÖ, 5 GRÜNE, 3 FPÖ[18]
- 2020: 17 ÖVP, 12 SPÖ, 5 Grüne und 3 FPÖ[19]

Nach den Gemeinderatswahlen 2025 hat der Gemeinderat folgende Verteilung: 13 ÖVP, 12 SPÖ, 9 FPÖ und 3 Grüne.

### Bürgermeister
- 1850–1855 Peter Lackner
- 1855–1856 Anton Schmit
- 1856–1861 Josef Prem
- 1861–1867 Josef Kummer
- 1867–1870 Ignaz Hauer
- 1870–1885 Josef Schreck
- 1885–1892 Emil Stockhammer
- 1892–1894 Josef Wenisch
- 1894–1900 Josef Seifert
- 1900–1911 Emil Stockhammer
- 1911–1915 Gustav Dittrich
- 1915–1916 Franz Kramlinger
- 1916–1918 Albert Hirsch
- 1918–1919 Ludwig Zeh
- 1919–1924 Josef Josefsberg (SDAP)
- 1924–1934 Robert Zangerl (SDAP)
- 1934–1938 Johann Riegler (Vaterländische Front)
- 1938–1940 Norbert Pahr (NSDAP)
- 1940–1945 Walter Steil (NSDAP)
- 1945–1946 Karl Goll (KPÖ)
- 1946–1960 Josef Graf (SPÖ)
- 1960–1974 Otto Gerhartl (SPÖ)
- 1974–1984 Adolf Plonner (SPÖ)
- 1984–1993 Felix Rigler (SPÖ)
- 1993–2005 Herbert Kautz (SPÖ)
- 2006–2010 Margit Gutterding (SPÖ)
- 2010–2024 Herbert Osterbauer (ÖVP)[21]
- seit 2024 Klaudia Osztovics (ÖVP)[22]

Im Oktober 2024 gab Herbert Osterbauer seinen Rücktritt aus gesundheitlichen Gründen bekannt.

### Abgeordnete aus Neunkirchen
- Andrea Kahofer (SPÖ), Abgeordnete zum Bundesrat
- Martin Fasan (Grüne), Abgeordneter zum Niederösterreichischer Landtag
- Herbert Kautz (SPÖ), Abgeordneter zum Niederösterreichischen Landtag
- Otto Gerhartl (SPÖ), Abgeordneter zum Niederösterreichischen Landtag
- Johann Hechtl (SPÖ), Abgeordneter zum Nationalrat
- Gertrude Tribaumer (SPÖ), Abgeordnete zum Niederösterreichischen Landtag
- Heinrich Finder (ÖVP), Abgeordneter zum Landtag
- Friedrich Schwarzott (ÖVP), Abgeordneter zum Landtag

## Trivia
Der am 14. Jänner 1988 entdeckte Hauptgürtelasteroid (4216) Neunkirchen wurde nach der Stadt benannt.
Der sogenannte älteste Neunkirchner ist ein etwa 20-30 Jahre alter Mann aus der Badener Kultur, der 2011 bei einer Ausgrabung in der Triester Straße gefunden wurde. Mittels Radiokarbonmethode wurde festgestellt, dass er vor circa 5200 Jahren gelebt hat.

## Persönlichkeiten
- Alfred von Lenz (1832–1907), Industrieller und Politiker
- Emil Stockhammer (1840–1911), Politiker, Bürgermeister von Neunkirchen (1885–1892 und 1900–1911)
- Rudolf Bernt (1844–1914), Architekt, Maler und Graphiker
- Franz Krinninger (1844–1899), Komponist und Chormeister des Gesang- und Orchestervereins Neunkirchen
- Heinrich Moses (1852–1920), Lehrer, Volkskundler und Gründer des Städtischen Museum Neunkirchen
- Oskar Stössel (1879–1964), Maler und Grafiker (Schüler von Ferdinand Schmutzer)
- Friedrich Weller (1880–1945), tschechoslowakischer Politiker
- Franz Mühlhofer (1881–1955), Höhlenforschungspionier
- Julius Steinfeld (1884–1974), Politiker (Agudath Israel, Mitorganisator der Kindertransporte zur Rettung jüdischer Kinder)
- Andreas Fass (1889–1951), Politiker und Schlosser
- Franz Löser (1889–1953), Schauspieler und Mundartdichter
- Fritz Weninger (1892–1981), Maler, Restaurator und Kustos des Städtischen Museums Neunkirchen
- Johann Braun (1896–1946), Kreisleiter von Neunkirchen während des Nationalsozialismus, vom Volksgericht zum Tode verurteilt[24]
- Max Pam (1897–1938), Industrieller und Direktor der Firma M. Pam & Co.
- Josef Fuchs (1898–1979), Politiker, Arbeiterkammerpräsident in Niederösterreich
- Karl Steiner (1902–1981), Maler und Bildhauer
- Hans Czidlik (1909–1969), Vertriebsleiter, Politiker und Abgeordneter zum Niederösterreichischen Landtag
- Alfons Maria Stickler (1910–2007), Kurienkardinal
- Anton Burger (1911–1991), SS-Obersturmführer und Lagerkommandant im Ghetto Theresienstadt
- Alois Franz Rottensteiner (1911–1982), Kinderbuchautor und Verlagslektor
- Ernst Fasan (1926–2021), Jurist und Pionier des Weltraumrechts
- Hermann F. Haupt (1926–2017), Astronom und Hochschullehrer
- Franz Fischer (1929–1970), Philosoph
- Gertrud Stickler (1929–2015), Don-Bosco-Schwester
- Gertrude Tribaumer (* 1931), Politikerin
- Gertrud Gerhartl-Buttlar (1934–2023), Historikerin und Archivarin
- Bernard Springer (* 1940), Franziskaner-Minorit, Theologe, Stadtpfarrer in Neunkirchen (seit 1976)
- Walter Dorner (1942–2017), Chirurg
- Herbert Kautz (1945–2005), Bürgermeister und Landtagsabgeordneter
- Manuela Alphons (* 1946), Schauspielerin
- Helmut A. Gansterer (* 1946), Journalist, Herausgeber und Autor
- Josef Trenk (1946–2016), Politiker
- Bertram Karl Steiner (* 1948), Journalist und Publizist
- Gerhard Krause (* 1950), Journalist, Redakteur
- Josef Prober (* 1950), Politiker
- Renate Loidolt (* 1950), Gründerin der Festspiele Reichenau
- Gabriela Schmoll (* 1950), Schauspielerin
- Margarete Haase (* 1953), Managerin
- Ernst Ferstl (* 1955), Lehrer und Schriftsteller
- Roland Königshofer (* 1962), Radrennfahrer
- Gerhard Milchram (* 1962), Historiker, Museumskurator
- Norbert Scheed (1962–2014), Politiker (SPÖ)
- Martin Steinhauser (* 1962), Jurist, Beamter und Bezirkshauptmann
- Silke Vollenhofer (* 1962), Kunst- und Kulturwissenschaftlerin, Vizerektorin der Universität für angewandte Kunst Wien
- Ludwig Huber (* 1964), Verhaltensbiologe und Hochschullehrer
- Gerhard Fohler (* 1965), Wissenschaftler, Lehrstuhl für Echtzeitsysteme an der Uni-Kaiserslautern
- Gerald Reischl (* 1965), Journalist und Autor
- Walter Reiterer (* 1967), Sportkommentator
- Otto Martin Schwarz (* 1967), Komponist und Dirigent
- Armin Baumgartner (* 1968), Schriftsteller
- Rainer Spenger (* 1970), Politiker (SPÖ)
- Hubert Mara (* 1975), Professor für Informatik im Bereich Digitale Archäologie
- Bernhard Ruf (* 1976), Politiker (ÖVP)
- Helmut Fiedler (* 1980), Politiker und Offizier (FPÖ)
- Marlies Wagner (* 1983), Naturbahnrodlerin und Sportwissenschaftlerin
- Christian Fuchs (* 1986), Fußballspieler
- Peter Kraus (* 1986), Politiker, Abgeordneter zum Wiener Landtag
- Udo Landbauer (* 1986), österreichischer Politiker der Freiheitlichen Partei Österreichs (FPÖ) und Spitzenkandidat der FPÖ Niederösterreich für die Landtagswahl 2018
- Marco Angeler (* 1989), Fußballspieler und Athletiktrainer
- Thomas Elian (* 1989), Politiker (ÖVP)
- Anna Posch (* 1992), Schauspielerin
- Florian Grillitsch (* 1995), Fußballspieler
- Adrian Djokić (* 1997), Schauspieler
- Michaela Polleres (* 1997), Judoka
- Anna Rosa Döller (* 2002), Musicaldarstellerin
- Veronika Aigner (* 2003), Skirennläuferin und Behindertensportlerin
- Johannes Aigner (* 2005), Skirennläufer und Behindertensportler
- Barbara Aigner (* 2005), Para-Alpin-Skifahrerin